# Pobyłkowo Małe (osada leśna)
Pobyłkowo Małe – osada leśna (gajówka) w Polsce położona w województwie mazowieckim, w powiecie pułtuskim, w gminie Pokrzywnica.
W latach 1975–1998 miejscowość administracyjnie należała do województwa ciechanowskiego.